# Déli pályaudvar (metropolitana di Budapest)
Déli pályaudvar è una stazione della linea M2 della metropolitana di Budapest, di cui è il capolinea occidentale.

## Storia
Inaugurata nel 1973, la stazione giace sulla sponda di Buda, all'interno del primo distretto.
La sua denominazione ha origine dall'omonima stazione ferroviaria situata in superficie.

## Impianti e strutture
Banchine e binari si trovano ad una profondità di circa 25 metri sotto il livello del suolo.

## Interscambi
La fermata costituisce un importante interscambio con la stazione ferroviaria di Budapest Meridionale.
Nelle vicinanze della stazione effettuano fermata numerose linee urbane e suburbane automobilistiche e tranviarie, gestite da BKV.
- Stazione ferroviaria (Budapest Meridionale)
- Fermata tram
- Fermata autobus